# 4048-as busz
A 4048-as jelzésű autóbuszvonal Kazincbarcika és Berente között húzódó helyközi vonal, amelyet a Volánbusz Zrt. üzemeltet.

## Története
1954 során Berentét Kazincbarcikához csatolták. A mellette található egykori Borsodi Vegyi Kombinát és a Borsodi Hőerőmű a környékbeli emberek számára munkalehetőséget adott. Elsősorban a bányagépjavító és a város között volt létesített a kapcsolat, kisebb részben a faluközponttal nem egy számozással. Az évezredforduló előtt, '99-ben ismételten kettő település volt Kazincbarcika és Berente, elszakadt a helyi közlekedéstől. Immáron negyed évszázada helyközi autóbuszjáratok robognak az 1000 lelkes községben.
Napjainkban a viszonylatot ezen autóbuszvonalak szolgálják ki a Volánbusz üzemeltetésében: 4046, 4047, 4048, 4052.

## Útvonala
Kazincbarcika autóbusz-állomásról indul. Az Építők útján, a kórház felé halad, majd a városházát, a központi iskolát és a temetőt is érinti, a Szent Flórián teret tűzi ki céljául. Itt a 26-os főútra fordul, majd a BorsodChem szomszédságában azon is marad egészen a bányagépjavítóig. Járatainak egyik fele itt végállomásozik. Másik része a 23-as porta mellett jut el Berente községbe, ahol Berentebánya megállóig kiszolgálja a falut. Kazincbarcika Vájár utcájától is közlekednek eddig a végállomásig fordák, kevés alkalommal.

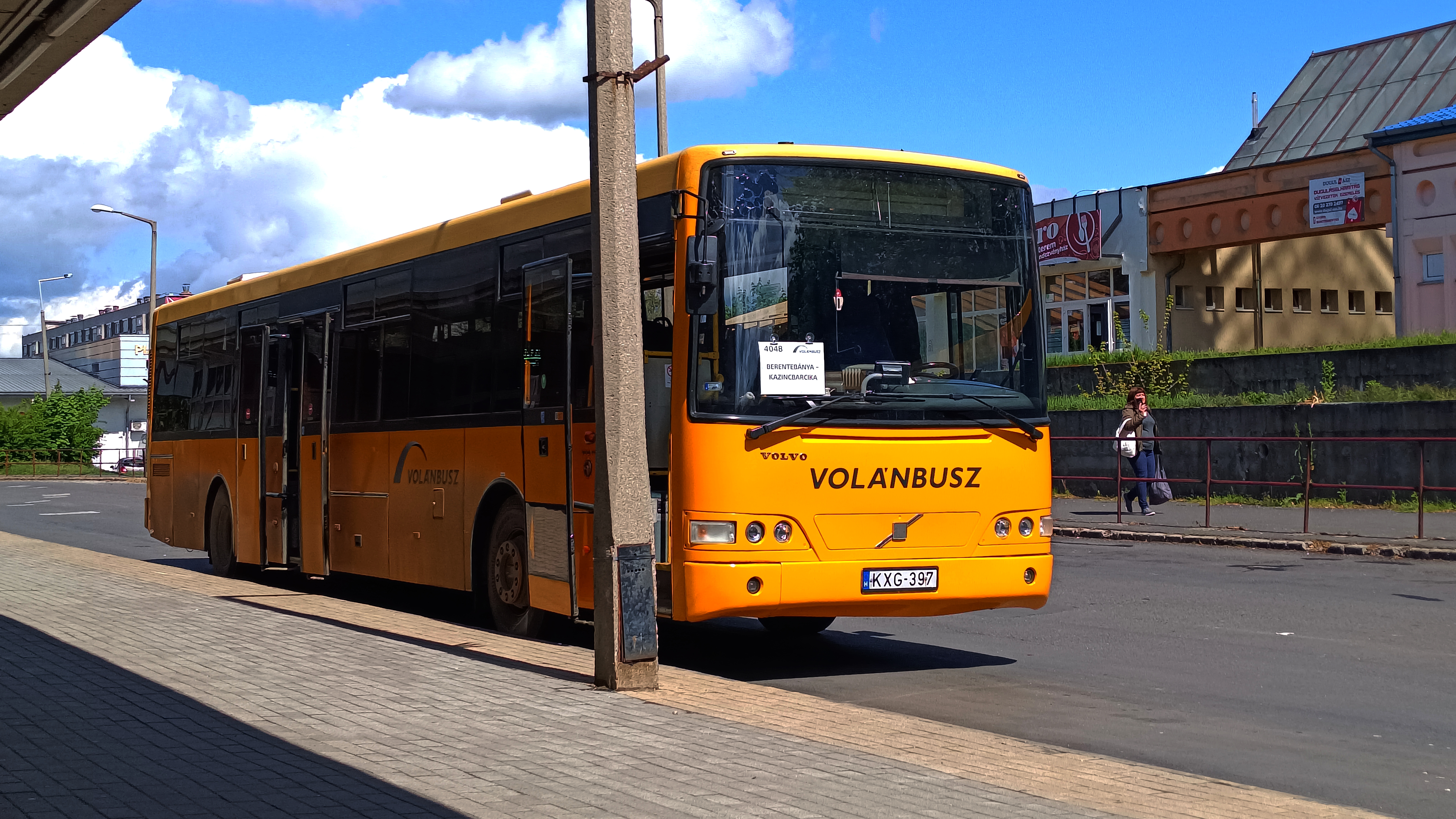
Csúcsidőszakon kívül elegendő egy Alfa Regio szóló kapacitása is

Ellentétes irányban egy-két járat a barcikai vasútállomást is érinti. Ezen kívül útvonala változatlan.

## Közlekedése
Indításszáma magas, de a viszonylaton több vonal is húzódik. A vasútállomáson a vasúti kapcsolat biztosított Miskolc felől (92-es vasútvonal).
| Viszonylat                                                   | Indításszám      | Közlekedési rend          |
| ------------------------------------------------------------ | ---------------- | ------------------------- |
| Kazincbarcika, aut. áll. – Berentebánya                      | 7 oda, 10 vissza | tanítási napokon          |
| Kazincbarcika, aut. áll. – Berentebánya                      | 6 oda, 9 vissza  | tanszünetben munkanapokon |
| Kazincbarcika, aut. áll. – Berentebánya                      | 2 pár            | hétvégén                  |
| Kazincbarcika, Vájár u. ford. ➝ Berente, Bányagépjavító üzem | 1 oda            | naponta                   |
| Kazincbarcika, Vájár u. ford. ➝ Berentebánya                 | 1 oda            | munkanapokon              |

## Megállóhelyei
| 0                                                           | Kazincbarcika, autóbusz-állomás végállomás             | 0.0 km | 3, 9 1054 3408, 3756, 3763, 3764, 3765, 3766, 3767, 3770, 3772, 3773, 4040, 4041, 4046, 4047, 4050, 4052, 4057, 4059, 4060, 4065, 4066, 4069, 4070, 4075, 4080, 4082, 4083, 4084, 4154                                                        |
| 1                                                           | Kazincbarcika, Ifjúmunkás tér                          | 0.8 km | 3 3408, 3756, 3763, 3764, 3765, 3770, 3772, 3773, 4040, 4041, 4044, 4047, 4050, 4052, 4057, 4059, 4060, 4065, 4066, 4069, 4070, 4075, 4080, 4082, 4083, 4084, 4153                                                                            |
| 2                                                           | Kazincbarcika, kórház                                  | 1.2 km | 3 1054 3408, 3756, 3763, 3764, 3765, 3770, 3772, 3773, 4040, 4041, 4044, 4047, 4050, 4052, 4057, 4059, 4060, 4065, 4066, 4069, 4070, 4075, 4080, 4082, 4083, 4084, 4153                                                                       |
| 3                                                           | Kazincbarcika, városháza                               | 1.6 km | 3 1369, 1384, 1410, 1411 3756, 3763, 3764, 3765, 3770, 3772, 3773, 4040, 4041, 4044, 4047, 4050, 4052, 4059, 4060, 4063, 4065, 4067, 4069, 4070, 4075, 4080, 4082, 4083, 4084                                                                 |
| Munkanapokon 2; munkaszüneti napokon 1 alkalommal érintett. |                                                        |        | |
| ∫                                                           | Kazincbarcika, Márka ABC                               | ∫      | 3 1054 4070, 4075, 4080, 4083 |
| ∫                                                           | Kazincbarcika, Vasút utca 1.                           | ∫      | 3 4070, 4075, 4080, 4083 |
| ∫                                                           | Kazincbarcika, vasútállomás                            | ∫      | 3 4070, 4075, 4080, 4083 Sajó expresszvonat, személyvonat – Kazincbarcika [92.] |
| ∫                                                           | Kazincbarcika, Vasút utca 1.                           | ∫      | 3 4070, 4075, 4080, 4083 |
| ∫                                                           | Kazincbarcika, Márka ABC                               | ∫      | 3 1054 4070, 4075, 4080, 4083 |
| 4                                                           | Kazincbarcika, központi iskola                         | 2.0 km | 3756, 3763, 3764, 3765, 3770, 3772, 3773, 4040, 4041, 4044, 4047, 4050, 4052, 4059, 4060, 4063, 4065, 4067, 4069, 4070, 4075, 4080, 4082, 4083, 4084                                                                                          |
| Munkanapokon 2; hétvégén 1 alkalommal érintett.             |                                                        |        | |
| ∫                                                           | Kazincbarcika, Vájár utca forduló vonalközi végállomás | ∫      | 3766, 4046 |
| ∫                                                           | Kazincbarcika, Vájár utca 46.                          | ∫      | 4B 3766, 4046, 4047 |
| ∫                                                           | Kazincbarcika (Kertváros), Herbolyai utca              | ∫      | 4B 3766, 4046, 4047 |
| ∫                                                           | Kazincbarcika (Kertváros), II. számú iskola            | ∫      | 4B 3766, 4046, 4047, 4066 |
| ∫                                                           | Kazincbarcika, Árpád fejedelem tér                     | ∫      | 3766, 3767, 4046, 4066 |
| ∫                                                           | Kazincbarcika, strandfürdő                             | ∫      | 3766, 3767, 4046, 4066 |
| ∫                                                           | Kazincbarcika, Mátyás király út                        | ∫      | 3766, 3767, 4046, 4066, 4067 |
| 5                                                           | Kazincbarcika, temető                                  | 2.7 km | 3756, 3763, 3764, 3765, 3766, 3767, 3770, 3772, 3773, 4040, 4041, 4044, 4046, 4047, 4050, 4052, 4059, 4063, 4065, 4066, 4067, 4069, 4070, 4075, 4080, 4082, 4083, 4084                                                                        |
| 6                                                           | Kazincbarcika, Szent Flórián tér autóbusz-váróterem    | 3.6 km | 1054, 1369, 1384, 1410, 1411 3756, 3763, 3764, 3765, 3766, 3767, 3769, 3770, 3772, 3773, 4040, 4041, 4043, 4044, 4045, 4046, 4047, 4050, 4052, 4059, 4061, 4063, 4065, 4066, 4067, 4069, 4070, 4075, 4079, 4080, 4081, 4082, 4083, 4084, 4194 |
| 7                                                           | Kazincbarcika, Volán-telep                             | 4.0 km | 3756, 3763, 3764, 3765, 3770, 3773, 4045, 4046, 4047, 4050, 4052, 4058, 4061, 4062, 4063, 4067, 4070, 4075, 4081, 4082 |
| 8                                                           | Kazincbarcika, BorsodChem IV. kapu                     | 5.0 km | 1369, 1384 3756, 3763, 3764, 3765, 3770, 3773, 4045, 4046, 4047, 4050, 4052, 4058, 4061, 4062, 4063, 4067, 4070, 4075, 4081, 4082 |
| 9                                                           | Berente, PVC gyár bejárati út                          | 6.4 km | 1369, 1384, 1410, 1411 3756, 3763, 3764, 3765, 3766, 3767, 3769, 3770, 3773, 4045, 4046, 4047, 4050, 4052, 4058, 4061, 4062, 4063, 4067, 4070, 4075, 4081, 4082                                                                               |
| ∫                                                           | Berente, Bányagépjavító üzem vonalközi végállomás      | ∫      | 3756, 3763, 3764, 3765, 3770, 3773, 4045, 4046, 4049, 4050, 4052, 4058, 4061, 4062, 4063, 4067, 4070, 4075, 4081, 4082 |
| 10                                                          | Berente, Dissous üzem                                  | 7.6 km | 4046, 4047, 4052 |
| 11                                                          | Berente, Esze Tamás utca 36.                           | 8.7 km | 4046, 4047, 4052 |
| 12                                                          | Berente, kultúrház                                     | 9.0 km | 4046, 4047, 4052 |
| 13                                                          | Berentebánya végállomás                                | 9.5 km | 4046, 4047, 4052 |